# Красюк Дементій Якович
Дементій Якович Красюк (7 серпня 1913, село Кирилівка Київської губернії, тепер село Шевченкове Звенигородського району Черкаської області — 1975, місто Краснодар Краснодарського краю, Російська Федерація) — радянський діяч, журналіст, відповідальний редактор газети «Правда Украины». Депутат Верховної Ради УРСР 3-го скликання.

## Біографія
Народився у багатодітній бідній селянській родині. До закінчення семирічної школи жив із батьками, працював у сільському господарстві. З 14 років дописував до районної газети.
У 1927—1930 роках — студент Корсунського педагогічного технікуму на Черкащині. Одночасно працював робітником на заводі.
З 1930 року — на журналістській роботі. Спочатку працював у вечірній газеті «Сталинский рабочий» у місті Сталіно та вів дитячі передачі на Донецькому обласному радіо.
У 1937—1939 роках — у Червоній армії, служив механіком-водієм 8-го танкового батальйону 8-ї танкової бригади РСЧА.
Після демобілізації повернувся в Донбас і до 1941 року працював заступником редактора газети «Пионер Донбасса», власним кореспондентом всесоюзної газети «Пионерская правда», відповідальним секретарем газети «Комсомолец Донбасса».
Член ВКП(б) з квітня 1941 року.
У 1941—1943 роках — у Червоній армії, учасник німецько-радянської війни. У липні 1941 року добровільно пішов на фронт, приховавши від медкомісії, що хворий на туберкульоз. Служив командиром танку, політичним комісаром танкового підрозділу 19-го танкового полку. Воював на Південно-Західному, Західному і Волховському фронтах. Після контузії був направлений у резерв Головного політичного управління Червоної армії. З березня 1942 року працював інструктором редакції газети «Атака» 376-ї стрілецькій дивізії Ленінградського фронту. У 1942 року хвороба загострилася, Красюк лікувався у військовому госпіталі в місті Горькому, а у 1943 році був демобілізований.
У 1943 році — заступник голови виконавчого комітету районної ради депутатів трудящих в Курганській області РРФСР.
У вересні 1943 — листопаді 1945 року — завідувач відділу партійного життя Сталінської обласної газети «Социалистический Донбасс».
У листопаді 1945 — липні 1948 року — відповідальний редактор Сталінської обласної україномовної газети «Радянська Донеччина».
У 1947 році закінчив річні курси редакторів газет при ЦК ВКП(б) у Москві. У 1947 році також заочно закінчив Вищу партійну школу при ЦК ВКП(б).
У липні 1948 — липні 1950 року — відповідальний редактор Сталінської обласної газети «Социалистический Донбасс».
У липні (затв. у квітні) 1950 — березні 1953 року — відповідальний редактор республіканської газети «Правда Украины». Знятий з посади рішенням Бюро ЦК КПУ від 20 березня 1953 року «за допущену безвідповідальність в роботі».
У 1953 — лютому 1975 р. — відповідальний редактор Краснодарської крайової газети «Советская Кубань». У 1959 році був обраний головою Краснодарської крайової організації Спілки журналістів СРСР.
Помер у місті Краснодарі в лютому 1975 року.

## Звання
- політрук

## Нагороди
- орден «Знак Пошани» (23.01.1948)
- орден Трудового Червоного Прапора (1958)
- ордени
- медалі